# أندرياس كورتي
أندرياس كورتي (بالألمانية: Andreas Korte)‏ (23 مارس 1989 في ألمانيا - ) هو لاعب كرة قدم ألماني في مركز الظهير. لعب مع ألمانيا آخن ونادي أوردينغن 05.

## وصلات خارجية
- أندرياس كورتي على موقع قاعدة بيانات كرة القدم.إي يو (الإنجليزية)
- أندرياس كورتي على موقع بيانات كرة القدم. دي إي (الألمانية)